# Stazione di Avella
Stazione di Avella vasútállomás Olaszországban, Sperone településen.

## Vasútvonalak
Az állomást az alábbi vasútvonalak érintik:
- Nápoly–Nola–Baiano-vasútvonal

## Kapcsolódó állomások
A vasútállomáshoz az alábbi állomások vannak a legközelebb:
- Stazione di Baiano
- Stazione di Roccarainola